# Alytidae
Die Alytidae sind eine Familie der Froschlurche, in der die Gattungen Alytes (Geburtshelferkröten), Discoglossus (Eigentliche Scheibenzüngler) und die kürzlich von diesen abgetrennte Gattung Latonia (Israelischer Scheibenzüngler) zusammenfasst werden. Die Familie wurde im 19. Jahrhundert erstmals vorgeschlagen, war dann aber in der Systematik der Froschlurche lange Zeit nicht üblich und wurde im modernen Sinne erst 2006 wieder eingeführt. Die Alytidae gehören zu den morphologisch ursprünglichen Froschlurchen, früher als „Archaeobatrachia“ zusammengefasst. In ihrer heutigen Abgrenzung geht sie vor allem auf molekulare Merkmale (Phylogenomik, Vergleich von homologen DNA-Sequenzen) zurück.

## Merkmale
Alytidae sind kleine bis mittelgroße Froschlurche mit Körperlängen zwischen 40 und 55 Millimeter in Alytes und 60 bis 75 Millimeter in Discoglossus; die für sich stehende Art Latonia nigriventer fällt dagegen mit bis zu 128 Millimetern deutlich kräftiger aus. In ihrer generellen Körpergestalt besteht wenig Ähnlichkeit untereinander, die Alytes-Arten ähneln eher Kröten mit warziger Haut und relativ kurzen Hinterbeinen mit geringem Sprungvermögen, während die Discoglossus-Arten eher dem Bild von typischen „Fröschen“ entsprechen. Ihre Pupille ist senkrecht schlitzförmig (Alytes) oder dreieckig bis tropfenförmig (Discoglossus). Übereinstimmungen bestehen in Merkmalen des Skeletts. Im Schädel fehlt das Gaumenbein (Os palatinum) und er besitzt paarige Os frontoparietale. Die Wirbelsäule besitzt acht präsakrale Wirbel, die im Querschnitt abgeflacht („stegochordal“) mit konvexer Vorder- und konkaver Hinterseite („opisthocoel“) sind. Rippen sind am zweiten bis vierten Wirbel ausgeprägt. Im Schultergürtel sind die Epicoracoide (Skelettelemente hinter dem Coracoid) nur vorn miteinander verschmolzen („arciferal“), nicht vollständig verschmolzen („firmisternal“) wie bei den „höheren“ Fröschen. Die meisten dieser Merkmale gelten als ursprüngliche Merkmale (Plesiomorphien) innerhalb der Froschlurche.
Die Larven (Kaulquappen) der Alytidae entsprechen dem „Typ III“ in der Systematik nach Grace L. Orton. Das bedeutet: die Kiefer sind keratinisiert und bilden dadurch eine harte, schnabel-artige Struktur, das Atemloch befindet sich mittig auf der Bauchseite (ventral).

## Verbreitung
Alytidae leben im europäischen und nordafrikanischen Mittelmeerraum, mit klar westlichem Verbreitungsschwerpunkt. Einzige ostmediterrane Art ist die Reliktart Israelischer Scheibenzüngler. Nur eine Art, die Geburtshelferkröte, ist auch weiter nördlich, west- bis westmitteleuropäisch verbreitet. In der Lebensweise bestehen wieder grundlegende Unterschiede zwischen den Gattungen. Discoglossus ist überwiegend amphibisch und lebt vor allem in der Uferzone von Bächen. Alytes ist eher terrestrisch, entfernt sich aber ebenfalls meist nicht weit vom Larvalgewässer. Sie sind nachtaktiv und verbringen den Tag in selbst gegrabenen Erdhöhlen.

## Systematik und Taxonomie
Die Familie wurde vor allem nach molekularen Merkmalen abgegrenzt und besitzt keine klaren morphologischen Autapomorphien. Bei einer morphologischen Untersuchung der Larven gruppierten sie zwar zusammen, waren aber gegenüber der Gattung Bombina nicht nach morphologischen Merkmalen abgrenzbar. In den auf genetischen Merkmalen aufbauenden Systemen bildet die Familie Bombinatoridae mit der Gattung der Unken (Bombina) die Schwestergruppe der Familie Alytidae.
Nachdem frühere Untersuchungen schon ergeben hatten, dass die Gruppe der „Archaeobatrachia“ paraphyletisch ist, ist die weitere Verwandtschaft der früher hier zusammengefassten Gruppen nun ungeklärt.
Im Jahre 2011 wurde der Israelische Scheibenzüngler, ein Endemit Israels mit einzigem bekannten Vorkommen in der Hulaebene wiederentdeckt, nachdem er 60 Jahre lang, nach Trockenlegung des Hula-Sees, als ausgerottet galt. Genetische Untersuchungen ergaben, dass er Schwestergruppe zur Gattung Discoglossus ist. Die Autoren stellten die Art daraufhin in die Gattung Latonia, die schon früher für fossile, ausgestorbene Froschlurche aufgestellt worden war; die israelische Art Latonia nigriventer ist die einzige rezente Art.
Der Familienname beruht auf Alytae durch Leopold Fitzinger 1843, von Günther 1858 in Alytidae verändert. Früher wurde die Familie meist Discoglossidae Günther, 1858 genannt, allerdings ist dieser Name später publiziert und damit ein jüngeres Synonym. Diese Familie ist in ihrer Abgrenzung aber umstritten, einige Autoren reservieren sie für die Gattung Discoglossus. Die Familie Alytidae entspricht in ihrer Abgrenzung der Überfamilie Discoglossoidea verschiedener Autoren, andere verstehen aber unter diesem Namen das gemeinsame Taxon aus Alytidae und Bombinatoridae. Der von Dubois vorgeschlagene Name Colodactylidae (beruhend auf Colodactyli Tschudi, 1845) hat sich nicht durchgesetzt.
Die Familie ist, unter diesem Namen und in dieser Abgrenzung, übereinstimmend in den relevanten neueren Werken und Verzeichnissen wie zum Beispiel AmphibiaWeb und Amphibian Species of the World akzeptiert. Der Familienname wird, anstelle von Discoglossidae, nun auch für die deutsche Art Geburtshelferkröte verwendet.

### Gattungen und Arten
Die Familie Alytidae umfasst in ihrer gegenwärtigen Abgrenzung zwölf Arten in drei Gattungen:
- Gattung Alytes (Geburtshelferkröten)
  - Alytes almogavarii Arntzen & García-París, 1995
  - Alytes cisternasii Boscá, 1879
  - Alytes dickhilleni Arntzen & García-París, 1995
  - Alytes maurus Pasteur & Bons, 1962
  - Alytes muletensis (Sanchíz & Adrover, 1979)
  - Alytes obstetricans (Laurenti, 1768)
- Gattung Discoglossus (Eigentliche Scheibenzüngler)
  - Discoglossus galganoi Capula, Nascetti, Lanza, Bullini & Crespo, 1985 – Iberischer Scheibenzüngler
  - Discoglossus montalentii Lanza, Nascetti, Capula & Bullini, 1984 – Korsischer Scheibenzüngler
  - Discoglossus pictus Otth, 1837 – Gemalter Scheibenzüngler
  - Discoglossus sardus Tschudi in Otth, 1837 – Sardischer Scheibenzüngler
  - Discoglossus scovazzi Camerano, 1878 – Marokkanischer Scheibenzüngler
- Gattung Latonia mit 
  - Latonia nigriventer (Mendelssohn and Steinitz, 1943; Synonym: Discoglossus nigriventer – Israelischer Scheibenzüngler) als einzige rezente Art neben einigen fossilen Arten.